# Christopher Masterson
Christopher Kennedy Masterson (New York, 22 gennaio 1980) è un attore statunitense.

## Biografia
È noto principalmente per il ruolo di Francis, da lui interpretato nella sitcom Malcolm, per il ruolo di Buddy in Scary Movie 2 e per il ruolo del giovane pirata Bowen in Corsari. È stato considerato per interpretare la parte di Will Turner nel film La maledizione della prima luna, parte in seguito assegnata ad Orlando Bloom. Nel film Dragonheart 2 - Una nuova avventura interpreta il ruolo del protagonista, Goeff.
Suo fratello è l'attore Danny Masterson, con cui ha partecipato in alcuni episodi di That '70s Show interpretando il ragazzo che lavorava nel negozio di formaggi con Jackie di cui è innamorato. Sua sorella è invece Alanna Masterson, nota al pubblico per l'interpretazione di Tara Chambler nel telefilm The Walking Dead.
Ha partecipato anche ad un episodio di The Dead Zone, dove ha interpretato un personaggio che il protagonista deve salvare da un'imminente morte. Nel 2011 ha preso parte a una puntata di White Collar, dove interpreta il figlio di un uomo ricco fissato con le cacce ai tesori. Ha fatto anche la parte del ragazzo perseguitato a scuola dai neri nel film American History X.

## Filmografia

### Cinema
- Singles - L'amore è un gioco (Singles), regia di Cameron Crowe (1992)
- Mamma ci penso io (Mom I Can Do It), regia di Ruggero Deodato (1992)
- Corsari (Cutthroat Island), regia di Renny Harlin (1995)
- Verso il sole (The Sunchaser), regia di Michael Cimino (1996)
- Campfire Tales - Racconti del terrore (Campfire Tales), regia di Matt Cooper, Martin Kunert e David Semel (1997)
- Il matrimonio del mio migliore amico (My Best Friend's Wedding), regia di P. J. Hogan (1997)
- Ecce Pirate, regia di Matthew Modine – cortometraggio (1997)
- Girl, regia di Jonathan Kahn (1998)
- American History X, regia di Tony Kaye (1998)
- Dragonheart 2 - Una nuova avventura (Dragonheart: A New Beginning), regia di Doug Lefler (2000)
- Nice Guys Finish Last, regia di Robert B. Martin Jr. – cortometraggio (2001)
- Scary Movie 2, regia di Keenen Ivory Wayans (2001)
- Hold On, regia di Glenn Ripps – cortometraggio (2002)
- Waterborne, regia di Ben Rekhi (2005)
- Intellectual Property, regia di Nicholas Peterson (2006)
- The Masquerade, regia di Natalia Garcia – cortometraggio (2007)
- The Art of Travel. regia di Thomas Whelan (2008)
- Made for Each Other, regia di Daryl Goldberg (2009)
- Urge, regia di Aaron Kaufman (2016)

### Televisione
- Murphy Brown – serie TV, episodio 5x25 (1993)
- La signora del West (Dr. Quinn, Medicine Woman) – serie TV, episodio 2x21 (1994)
- The Road Home – serie TV, 6 episodi (1994)
- Il cliente (The Client) – serie TV, episodio 1x13 (1996)
- Il tocco di un angelo (Touched by an Angel) – serie TV, episodio 4x04 (1997)
- Jarod il camaleonte (The Pretender) – serie TV, episodio 2x12 (1998)
- Millennium – serie TV, episodio 2x20 (1998)
- Malcolm (Malcolm in the Middle) – serie TV, 150 episodi (2000-2006)
- My Generation, episodio di Strane frequenze (Strange Frequency), regia di Mary Lambert e Bryan Spicer – film TV (2001)
- That '70s Show – serie TV, episodi 4x18-4x19 (2002)
- The Dead Zone – serie TV, episodio 1x03 (2002)
- Wuthering Heights, regia di Suri Krishnamma – film TV (2003)
- La famiglia della giungla (The Wild Thornberrys) – serie TV animata, 5 episodi (2003-2004) (voce)
- MADtv – serie TV, episodio 10x07 (2004)
- White Collar – serie TV, episodio 3x02 (2011)
- Men at Work – serie TV, episodio 1x05 (2012)
- Haven – serie TV, episodi 5x07-5x08 (2014)

## Doppiatori italiani
Nelle versioni in italiano delle opere in cui ha recitato, Christopher Masterson è stato doppiato da:
- Fabrizio Manfredi in Corsari, Il matrimonio del mio migliore amico
- Davide Lepore in Campfire Tales - Racconti del terrore, Scary Movie 2
- Corrado Conforti in Millennium, White Collar
- Alessandro Quarta in Dragonheart 2 - Una nuova avventura
- Stefano Crescentini in Malcolm